# Niccolò I. Sanudo

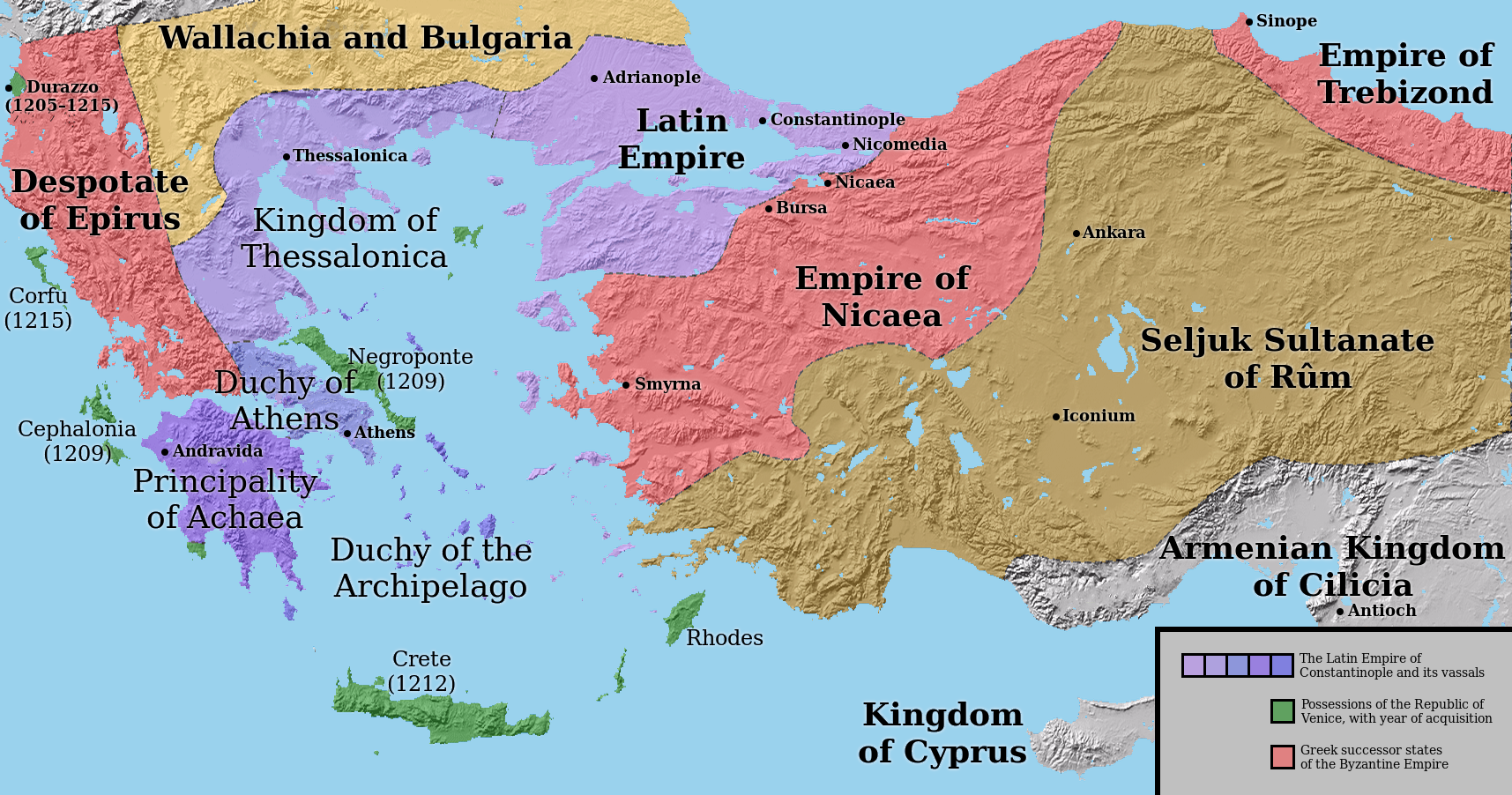
Vévodství Naxos v Egejském moři spolu s ostatními křižáckými státy a řeckými nástupnickými státy po Byzantské říši

Niccolò I. Sanudo († 1341) byl pátým vévodou z Naxu. Na trůn nastoupil v roce 1323, na němž vystřídal svého otce Guglielma I.
Niccolò I. se účastnil války proti Kataláncům a pod velením vévody z Athén Gautiera V. také bitvy u Halmyru 15. května 1311. Katalánské oddíly Niccola I. i Gautiera V. porazily a Niccolò I. Sanudo byl jedním z několika mála rytířů, kterým se podařilo z bitvy uprchnout.
Po smrti Niccola I. v roce 1341 na Naxoský trůn nastoupil jeho syn Giovanni I.

Znak Vévodství Naxos